# Locus Requiescat
Locus Requiescat ist eine 2010 gegründete Funeral-Doom-Band.

## Geschichte
Der in Wladiwostok lebende Ilya „Hereticus“ Tutarov gründete Locus Requiescat 2010 als Soloprojekt. Im Jahr 2011 debütierte das Projekt mit dem Doppelalbum A Dark Journey, das über Satanarsa Records veröffentlicht wurde. Das Album erfuhr keine internationale Beachtung. Mit dem in den Nibiru Labs aufgenommenen und 2019, diesmal über Silent Time Noise, veröffentlichten zweitem Studioalbum Into Dimensions Beyond the Utter Void stieg die internationale Rezeption geringfügig. Das russische Independent-Label Raw Coffin bewarb die Musik als eine der „zähflüssigsten und unheimlichsten“ Ausprägungen des Funeral Doom. Das Webzine Metal1on1.net rezensierte die Musik als „eine karge Einöde langsamer und eindringlicher Musik, die einem die Schauer über den Rücken laufen“ ließe.

## Stil
Die von Tutarov mit Locust Requiescat gespielte Musik wird als Ambient Funeral Doom beschrieben. Als lyrischen Schwerpunkt werden Einsamkeit, Verzweiflung und eine transzendente Suche ausgemacht. Die Rhythmusinstrumente E-Bass und Schlagzeug werden langsam und minimalistisch eingesetzt. Das Gitarrenspiel sei ebenso langsam und tief gestimmt, stark verzerrt und repetitiv, derweil das Riffing charakteristische Akkordwechsel aufweise. Der Gesang variiere zwischen einem leisen und geflüsterten Gesang zu Sprechen und tiefem gutturalem Growling.

## Diskografie
- 2011: A Dark Journey (Album, Satanarsa Records)
- 2019: Into Dimensions Beyond the Utter Void (Album, Silent Time Noise)